# Khalifa Hafter
O marechal Khalifa Belqasim Haftar (em árabe: خليفة بالقاسم حفتر; c. 1943) é um militar líbio, tendo se destacado como um dos comandantes militares do Conselho Nacional de Transição (CNT) durante a Guerra Civil Líbia. Seu sobrenome é também transliterado como Haftar, Hifter, Hefter, Huftur, Heftir, etc.
Desde 2014, ele lidera as tropas do Exército Nacional Líbio contra as forças do Congresso Geral Nacional (o governo em Trípoli reconhecido pelas Nações Unidas). Haftar é um dos principais comandantes militares da Segunda Guerra Civil Líbia e um dos mais poderosos "senhores da guerra" do país.

## Biografia
Em março de 1987, era um general do Exército Líbio que foi capturado junto com cerca de 650 de seus comandados durante a Guerra Líbio-Chadiana. Depois de sua captura, juntou-se à Frente Nacional para a Salvação da Líbia (FNSL) que era o maior grupo de oposição ao regime líbio na época.
Em 1988, a CIA recrutou cerca de 600 ex-militares líbios capturados no Chade, para formar uma força paramilitar que poderia ser usada para derrubar o então líder líbio, Muammar al-Gaddafi, dentre eles Hifter que lideraria o grupo, que passaram a receber treinamento em uma base próxima a Ndjamena, capital do Chade.
Em 2 de dezembro de 1990, o governo de Hissène Habré foi derrubado por Idriss Déby, apoiado pelo regime líbio que exigiu que os ex-militares líbios fossem repatriados, mas Déby permitiu que os ex-militares líbios que recebiam treinamento da CIA fossem levados para para o Zaire (país que a partir de 1997 passou a ser denominado como República Democrática do Congo e que à época era um aliado dos Estados Unidos na região), por meio de aviões de transporte norte-americanos, posteriormente o regime líbio conseguiu convencer 250 daqueles ex-militares a retornar ao país, enquanto que os 350 restantes, dentre eles Hifter, foram recebidos como exilados nos Estados Unidos em 1991, onde foram dispersos entre todos os 50 estados norte-americanos.
Ao chegar aos Estados Unidos, Hifter se instalou em Vienna no estado da Virgínia, em um lugar próximo à capital norte-americana, não muito longe da sede da CIA.
Em março de 1996, retornou à Líbia e participou de um levante contra o regime líbio, nas Montanhas Jabal Akhdar no leste do país.
Em dezembro de 1996 era apontado pelo Serviço de Pesquisas do Congresso dos Estados Unidos como o chefe da ala militar da FNSL, denominada como Exército Nacional Líbio.
Haftar foi um dos principais líderes militares rebeldes durante a Guerra Civil Líbia de 2011 que derrubou a ditadura de Muammar Gaddafi. Em 2014, quando comandante do exército líbio, o Congresso Geral Nacional (CGN) se recusou a abrir mão do poder, conforme tinha sido combinado. Haftar reuniu forças leais a ele e começou a fazer guerra contra o CGN e seus aliados, que em sua maioria eram fundamentalistas islâmicos. Sua campanha militar permitiu que eleições fossem firmadas para substituir o Congresso Geral mas acabou sedimentando uma nova guerra civil. Haftar e suas tropas passaram a ser acusadas de perpetrar crimes de guerra, como massacre de prisioneiros e mortes arbitrárias.
Haftar tem sido descrito como o "Senhor da guerra mais poderoso da Líbia", tendo lutado, contra e a favor, de quase todas as mais importantes facções envolvidas nas guerras na Líbia desde 2011. Ele tem uma forte reputação como comandante militar e governa seus comandados com "punho de ferro".